# Генріх Рідель
Генріх «Гайнц» Рідель (нім. Heinrich "Heinz" Riedel; 30 грудня 1921 — 5 квітня 1945) — німецький офіцер-підводник, оберлейтенант-цур-зее крігсмаріне.

## Біографія
1 грудня 1939 року вступив на флот. В червні-грудні 1941 року пройшов курс підводника. З 5 березня по серпень 1942 року — 2-й вахтовий офіцер на підводному човні U-612. З 24 жовтня 1942 року — 2-й, з січня 1944 року — 1-й вахтовий офіцер на U-230. З липня 1944 по лютий 1945 року пройшов підготовку в 3-му навчальному дивізіоні і 26-й флотилії. З лютого 1945 року — командир U-242. 4 березня вийшов у свій перший і останній похід. 5 квітня U-242 потонув в протоці Святого Георга (52°02′ пн. ш. 05°46′ зх. д.) після підриву на британській міні. Всі 44 члени екіпажу загинули.

## Звання
- Кандидат в офіцери (1 грудня 1939)
- Морський кадет (1 травня 1940)
- Фенріх-цур-зее (1 листопада 1940)
- Оберфенріх-цур-зее (1 листопада 1941)
- Лейтенант-цур-зее (1 травня 1942)
- Оберлейтенант-цур-зее (1 грудня 1943)

## Нагороди
- Кримський щит